# Distrito electoral de Lincoln (condado de Gosper, Nebraska)
Lincoln (en inglés: Lincoln Precinct) es un distrito electoral ubicado en el condado de Gosper en el estado estadounidense de Nebraska. En el Censo de 2010 tenía una población de 79 habitantes y una densidad poblacional de 0,86 personas por km².

## Geografía
Lincoln se encuentra ubicado en las coordenadas 40°28′54″N 99°41′58″O / 40.48167, -99.69944. Según la Oficina del Censo de los Estados Unidos, Lincoln tiene una superficie total de 91.57 km², de la cual 91.57 km² corresponden a tierra firme y (0%) 0 km² es agua.

## Demografía
Según el censo de 2010, había 79 personas residiendo en Lincoln. La densidad de población era de 0,86 hab./km². De los 79 habitantes, Lincoln estaba compuesto por el 100% blancos, el 0% eran afroamericanos, el 0% eran amerindios, el 0% eran asiáticos, el 0% eran isleños del Pacífico, el 0% eran de otras razas y el 0% pertenecían a dos o más razas. Del total de la población el 0% eran hispanos o latinos de cualquier raza.